# Suger
Suger (1080 nebo 1081, Chennevières-lès-Louvres – 13. ledna 1151, Saint-Denis) byl francouzský politik a duchovní, opat benediktinského kláštera v Saint-Denis. Díky teoreticky zdůvodněné přestavbě baziliky Saint-Denis je považován za ideového tvůrce gotické katedrály a gotické architektury vůbec.

## Život
Suger se pravděpodobně narodil v rodině, která patřila k nízké šlechtě. Již jako desetiletý chlapec byl určen pro církevní život a byl záhy jako oblát odveden do kláštera Saint-Denis, kde získal základní vzdělání. Do roku 1122, kdy se stal opatem, získal mnoho hospodářských i diplomatických zkušeností, které v čele mnišského společenstva dobře zúročil.
O Sugerově postavení svědčí i skutečnost, že byl během druhé křížové výpravy dva roky v regentské funkci za nepřítomného krále Ludvíka VII. I přes neúspěch druhé křížové výpravy Suger neúnavně vybízel k výpravě nové. Agitaci mu překazila na podzim 1150 nemoc. Zemřel v lednu 1151.

## Gotická přestavba baziliky

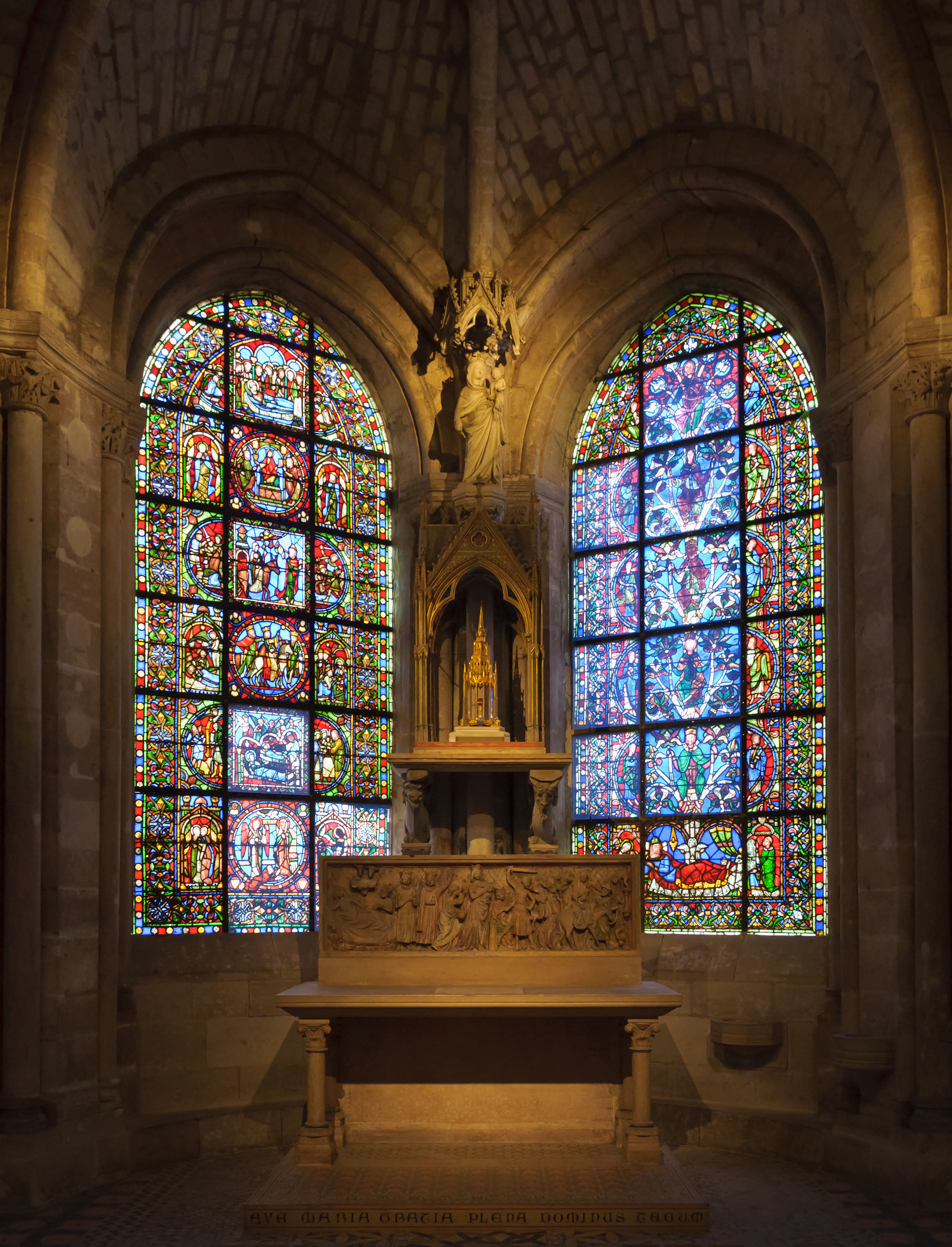
Nová architektura s velkými vitrajovými okny

Během Sugerovy opatské funkce došlo k přestavbě baziliky přiléhající ke klášteru. Pod opatovým vedením byl přestavěn prosvětlený kostel, jenž je považován za první stavbu gotické architektury.
| „                   | Tento postavou drobný neduživý prelát, neustále náchylný k nemocem, až se často zdálo, že stojí jednou nohou v hrobě, byl jednou z nejvýznamnějších postav své doby. Štěstěna, která jej vynesla z rodné otcovské hroudy do čela královského opatství a později na špici království, jej nikdy neměla plně ve své moci. Proto ani v dobách nepřízně neklesal na duchu a veškerý svůj čas věnoval přestavbám klášterního kostela v Saint-Denis. Vstával za svítání, uléhal pozdě v noci, nikdy nevynechal bohoslužby, které mu ukládal jeho řád, i když se účastnil jednání u královského dvora nebo byl pověřen rozličnými poselstvími. Měl rozsáhlé vědomosti, ale nelze jej označit za intelektuála či knihomola. S jistou dávkou ješitnosti, která prozrazuje parvenu, informuje Suger o různých fázích přestavby opatství a svých neutuchajících záměrech. | “ |
| — Régine Pernoudová | |   |

## Dílo

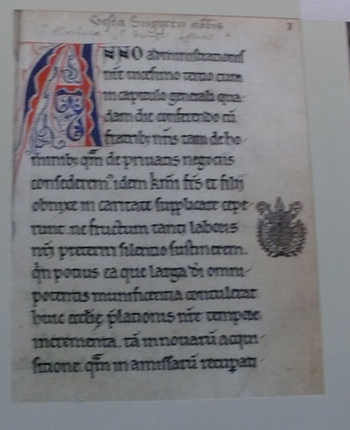
Gesta Sugerii Abbatis

Je autorem Historia gloriosi regis Ludovici, Liber de rebus in administratione sua gestis, Libellus de consecratione ecclesiae S. Dionysii a životopisu Ludvíka VI. Vita Ludovici regis.